# Christoph Platzgummer

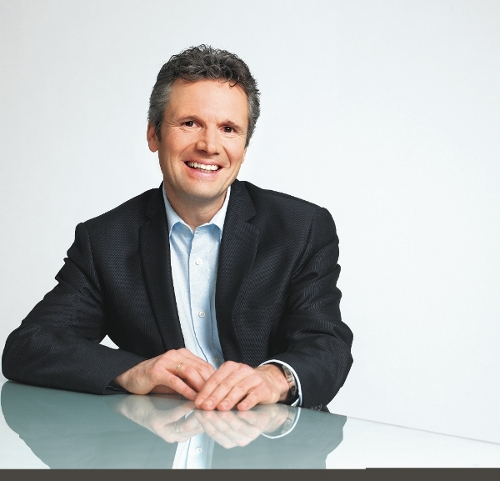
Christoph Platzgummer

Christoph Platzgummer (* 5. Oktober 1961 in Innsbruck) ist ein ehemaliger österreichischer Politiker (ÖVP) und seit 2015 der Bezirkshauptmann von Kufstein.

## Leben

### Familie und Jugend
Nach dem Besuch der Volksschule in Mariahilf und der Schihauptschule Neustift, maturierte er 1980 am Schigymnasium in Stams. 1980 trat er in die Sicherheitswache der Bundespolizeidirektion Innsbruck ein. 
Platzgummer ist seit 1983 verheiratet und hat zwei Töchter.

### Karriere
Er absolvierte die Verwaltungsakademie des Bundes in Wien und begann 1987 im städtischen Dienst der Stadt Innsbruck, wo er in der Abteilung Bezirksverwaltung u. a. für das Gewerberecht zuständig war. Während seiner Dienstzeit war ein eigenes Amt für Aufenthaltsangelegenheiten einzurichten, dessen Leitung er parallel zur Führung des Gewerbeamtes übernahm. Er schloss sein Doktoratsstudium an der Universität Innsbruck ab und absolvierte die Dienstprüfung an der Verwaltungsakademie des Landes Tirol. Nach verschiedenen Engagements in Projektgruppen, Kommissionen und Fachausschüssen wurde er stellvertretender Magistratsdirektor. Am 1. Mai 2003 übernahm er die Direktion des Magistrats der Landeshauptstadt Innsbruck.

### Politische Laufbahn
Er kandidierte erstmals bei den Gemeinderatswahlen 2006 auf Listenplatz 2. In der konstituierenden Sitzung des Gemeinderates am 8. Mai 2006 wurde er zum zweiten Vizebürgermeister der Stadt Innsbruck gewählt. 
In dieser Funktion war er unter anderem an der Realisierung der Fußballakademie, der Veranstaltung der Special Olympics, der Initiierung des Trainingszentrums für die Jugend am Patscherkofel sowie der weltweit ersten olympischen Jugendspiele beteiligt.
2009 wechselte Platzgummer, nachdem er wegen vermeintlichen finanziellen Ungereimtheiten, die sich unter seiner Leitung im Rahmen der Fußball-EM 2008 ergaben, als Vizebürgermeister zurückgetretenen war, ins Zukunftsbüro des Landes Tirol. In weiterer Folge übernahm er im Amt der Tiroler Landesregierung die Abteilung Landesentwicklung und Zukunftsstrategie.
2012 kehrte er überraschend in die Politik zurück und kandidierte als Spitzenkandidat für das Amt des Bürgermeisters von Innsbruck auf der Liste der Innsbrucker Volkspartei. Er führte seine Liste bei den Gemeinderatswahlen im April zwar zur stimmenstärksten Partei mit rund 22 Prozent der Stimmen blieb jedoch in der Bürgermeister-Direktwahl mit 28 Prozent der Stimmen nur knapp hinter der Amtsinhaberin Christine Oppitz-Plörer. Er unterlag in der Stichwahl, in der er 44 % der Stimmen und die regierende Bürgermeisterin Oppitz-Plörer 56 % der Stimmen bekam. Die ÖVP wurde erstmals seit 1945 auf die Oppositionsbank zurückgedrängt. Platzgummer kandidierte bei der konstituierenden Sitzung des Gemeinderats am 16. April 2012 als 1. und 2. Vizebürgermeister, unterlag aber den Kandidaten der „Ampelkoalition“. Er bekleidete im Stadtsenat der Innsbrucker Stadtregierung, das Amt eines nicht-amtsführenden Stadtrats. Aus Gründen einer sauberen Trennung seines Berufes als öffentlich Bediensteter stellte er 2014 seine politischen Ämter auf Dauer ruhend.
Im Februar 2015 wurde Platzgummer zum Bezirkshauptmann in Kufstein ernannt.

### Sonstiges
Seit 2009 ist er Ehrenmitglied der katholischen Studentenverbindung AV Austria Innsbruck.